# Габківці
Габківці — село на прадавній етнічній український території. Зараз у Ліському повіті, Підкарпатського воєводства на південному сході Польщі. Розташоване в долині гірського пасма Великий Діл, на кордоні зі Словаччиною та Україною.
Розташоване за 4 км на північний захід від села Тісна, за 27 км на південь від м. Лісько.

## Історія
Ймовірно, території були населені русинами ще за часів Київської Русі.
З 1772 р. до 1918 року село у складі Австро-Угорщини.

### Церква
В часи І-ї Речі Посполитої в селі існувала парафіяльна греко-католицька церква, останнім її парохом був о. Теодор Туманович (старший). Після його смерті в 1787 р. парафію ліквідовано і церква стала філіальна з парафією в м. Тісна (Балигородський деканат, з 1924 року — Тіснянський). На місці старої церкви побудована дерев'яна "Різдва ПреСвятої Діви Марії" в 1833 р. З 1946 р. стояла спустошена. В 1952 р. розібрана на будівельні матеріали. Зберігся надкупольний хрест, який прибитий до однієї зі старих лип. В Історичному Музеї м. Сяніка зберігається ікона з місцевої церкви 18 ст.

### Демографія
Відповідно до австрійських кадастрових відомостей на 1785 село мало 5.64 кв. км земель. Населення — 120 греко-католиків і 2 римо-католики.
1840 — 142 греко-католики,
1859 — 151 греко-католик,
1879 — 166 греко-католиків,
1899 — 217 греко-католиків,
1926 — 163 греко-католики,
1936 — 211 греко-католиків.
Під час Першої світової війни цей регіон опинився в центрі бойових дій. З осені 1914 по весну 1915 року, через інтенсивні бойові дії в Карпатах, Тісна та навколишні села три рази опинялась на лінії фронту.
На початку XX ст. в регіоні переважало українське населення. З листопада 1918 по січень 1919 село входило до складу Команчанської Республіки.
У період між 1945 і 1947 роками, у цьому районі тривала боротьба між підрозділами УПА та радянським військами. Ті, хто вижив, насильно переселені на територію СРСР в 1946 році. Родини, яким вдалось уникнути переселення, в 1947 році під час Операції Вісла були перевезені на територію північної Польщі.
Населення на 2006 р. — 30 мешканців, переважно переселенців-поляків.